# Distretto di Şuşa
Il distretto di Şuşa (in azero: Şuşa rayon) è un distretto dell'Azerbaigian. Il distretto, che è sotto l'occupazione del Nagorno-Karabakh, ha come capoluogo la città di Şuşa.